# Cacharrerías
El barrio de Cacharrerías, de la Alcallería o arrabal de la Merced es un barrio de Guadalajara (España) situado al noroeste de la ciudad entre el río Henares y el alcázar, entre los barrancos del Alamín y del Coquín y a pie de la calle de Madrid, antigua carretera N-II, con una extensión de unas 14 ha. Toma nombre de los antiguos alcalleres o alfareros, y posteriores artesanos que ocuparon la zona desde la Edad Media. 

## Historia
Desde la fundación de Guadalajara por los andalusíes en la actual ubicación, la ciudad estuvo dividida en dos partes por el alcázar y la puerta de Bradamarte: hacia el noroeste, la Alcallería, y hacia el sureste, la ciudad. La Alcallería tuvo murallas propias que arrancaban desde el reedificado puente sobre el Henares con una puerta a su inicio. Siempre fue un barrio muy poco poblado pues tan solo se encontraban en él los talleres artesanales y, desde el bajomedievo, la iglesia de San Julián, que desaparecería hacia el siglo XVI, y el convento de la Merced, fundado en 1585 por el cardenal Mendoza para las monjas jerónimas. En el siglo XVII la artesanía entra en declive y la Alcallería se empieza a poblar y a convertirse en un arrabal más de la ciudad, sobre todo con la instalación en 1718 en el palacio de Montesclaros de la Real Fábrica de Paños de Guadalajara. La tercera desamortización de 1836 deja en desuso el convento de la Merced que es adquirido por Diego García, el anciano arquitecto de la Fábrica de Sarguetas, que lo demolió para aprovechar los materiales constructivos que de él se pudiesen sacar. En sus terrenos se levantó en 1928 el Hospital de la Merced.
Durante la segunda mitad del siglo XX el crecimiento del barrio era ya mucho más lento. Sin embargo, el tiempo había jugado en favor de la transformación del antiguo barrio artesano en un barrio residencia de clase media y media-baja con edificaciones nuevas.

### Origen de Guadalajara

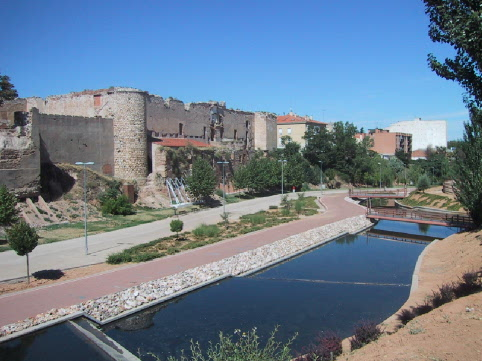
El alcázar de Guadalajara y el barranco del Alamín, límites meridionales del barrio.

En el barrio de Cacharrerías se encuentra el origen de la actual Guadalajara. Los andalusíes establecieron en esa zona una pequeña población para la defensa del paso sobre el río Henares, aprovechando una elevación flanqueada por los barrancos del Alamín, al este, y del Coquín, al oeste. Este primer núcleo, que se extendió después hacia el sur, constituía un enclave de relativa importancia que se amuralló y se dotó de un alcázar en la parte alta.
Al arrabal se accedía por un camino que, partiendo del puente del Henares, entraba por la puerta del Puente, recorría hacia el sur todo el poblado en una brusca ascensión, buscando la salida por la puerta de Bradamarte, situada en el extremo sur, que daba paso al alcázar y al resto de la ciudad.

### El arrabal en la ciudad cristiana
Ya antes de la caída de la ciudad en poder del reino de Castilla, la población había empezado a abandonar su primer enclave desplazándose hacia el sur, formando otros núcleos importantes, probablemente también amurallados, donde se concetraría de asentamiento de la ciudad.
El desarrollo que experimentó la ciudad no benefició al arrabal de la Alcallería. La inestabilidad social, política y militar de la época hizo necesaria la construcción de una poderosa muralla que defendiese la ciudad de eventuales ataques enemigos. Esta muralla que partía de la pared norte del Alcázar dejó fuera casi por completo a la Alcallería.

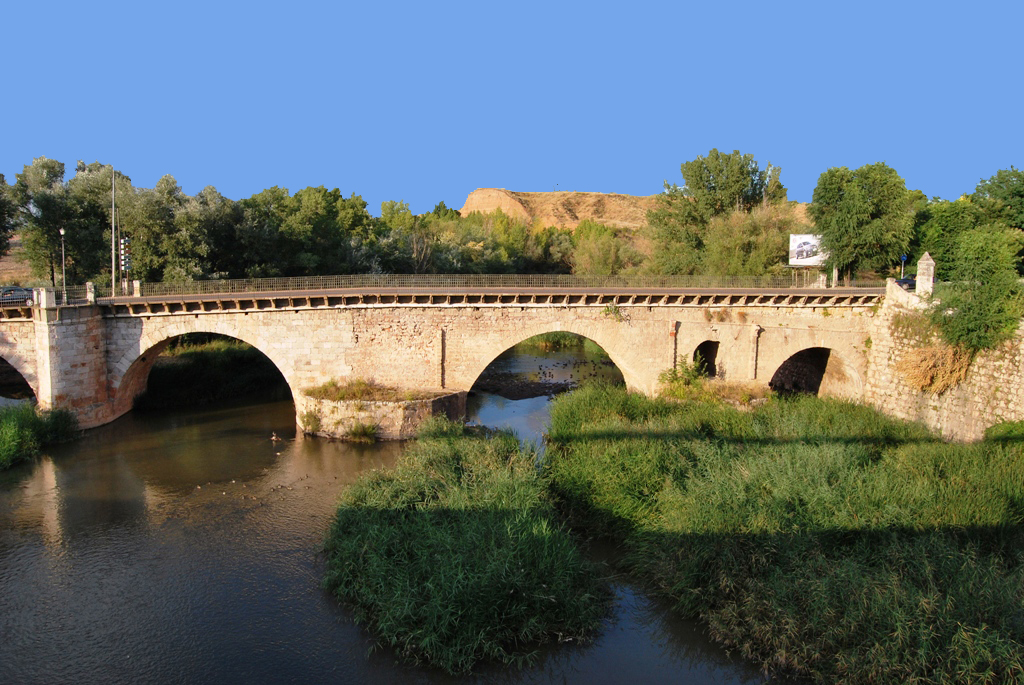
El puente del Henares es la entrada al barrio por el noroeste.

Tras la conquista, la Alcallería sufrió una gran transformación: el barrio quedó dividido en dos partes por el camino que ascendía desde puente. Los cristianos construyeron en la zona oeste una iglesia, San Julián, mientras que al este edificaron una ermita en honor a San Antolín.
En 1306 la infanta Isabel de Castilla mandó construir el convento de la Merced en el lugar donde se había edificado la ermita de San Antolín, cuyo nombre tomó en un principio el convento. La infanta dotó al convento de una huerta aneja, que contribuyó a que esa parte de la Alcallería quedase más despoblada todavía. Más adelante, la parte oeste del barrio se conocerá como arrabal de la Alcallería Vieja o de San Julián y la parte este como el arrabal de la Alcallería Nueva o de la Merced.
La gente pudiente fue la primera que abandonó el arrabal para establecerse en torno a las puertas de la Feria y del Alamín. El barrio terminó convirtiéndose en un suburbio poblado por alfareros, labradores y menestrales. El grupo más numeroso fue el de los cacharreross o alcalleres, que aprovechando la excelente tierra arcillosa del valle, establecieron allí sus alfares y fabricaron gran cantidad de cacharros de tipo ordinario. Este grupo terminó por dar nombre al arrabal.
A principios del siglo XVI, el arrabal estaba casi despoblado y no quedaba rastro de la muralla andalusí que, posiblemente, había defendido este núcleo de población hasta la conquista castellana. Sin embargo, a finales de este siglo, hubo un breve pero intenso resurgimiento a consecuencia del establecimiento en la ciudad una importante población morisca procedente de la Alpujarra, una buena parte de la cual fijó su residencia en este antiguo barrio.
La expulsión de los moriscos a partir de 1610 dio el golpe de gracia a esta zona que quedó reducido a unas pocas familias, las cuales a lo largo del siglo XVII lo abandonaron lenta pero inexorablemente.
El establecimiento de la Real Fábrica de Paños de Guadalajara en los terrenos del alcázar en el siglo XVIII atrajo a la ciudad una buena cantidad de mano de obra que incrementó notablemente su población. Parte de los obreros se instalaron en la Alcallería.